# Eremochroa alphitias
Eremochroa alphitias är en fjärilsart som beskrevs av Edward Meyrick 1897. Eremochroa alphitias ingår i släktet Eremochroa och familjen nattflyn. Inga underarter finns listade i Catalogue of Life.